# Tirol Raiders 2018
Questa voce raccoglie le informazioni riguardanti i Tirol Raiders nelle competizioni ufficiali della stagione 2018.

## Prima squadra

### Austrian Football League 2018

#### Stagione regolare
| Innsbruck 24 marzo 2018, ore 15:00 2ª giornata | Tirol Raiders | 65 – 6 (20-0 24-6 14-0 7-0) referto | Bratislava Monarchs | Tivoli-Neu Stadion (1950 spett.) |

| Mödling 31 marzo 2018, ore 15:00 3ª giornata | AFC Rangers Mödling | 14 – 49 (0-14 7-7 7-21 0-7) referto | Tirol Raiders | Stadion Mödling |

| Innsbruck 7 aprile 2018, ore 15:00 4ª giornata | Tirol Raiders | 41 – 14 (7-7 13-0 14-0 7-7) referto | Graz Giants | Tivoli-Neu Stadion |

| Vienna 22 aprile 2018, ore 15:00 CEST 5ª giornata | Vienna Vikings | 35 – 28 (3-0 10-7 15-7 7-14) referto | Tirol Raiders | (2235 spett.) |

| Traun 5 maggio 2018, ore 17:00 6ª giornata | Traun Steelsharks | 40 – 70 (7-21 13-28 14-21 6-0) referto | Tirol Raiders | Trauner Stadion (1400 spett.) |

| Innsbruck 13 maggio 2018, ore 15:00 CEST 7ª giornata | Tirol Raiders | 55 – 13 (13-3 14-7 13-3 14-0) referto | Vienna Vikings | Tivoli-Neu Stadion (3595 spett.) |

| Wattens 27 maggio 2018, ore 15:00 CEST 8ª giornata | Tirol Raiders | 49 – 28 (7-0 6-14 8-7 0-3) referto | AFC Rangers Mödling | Gernot Langes Stadion (1050 spett.) |

| Ivančna Gorica 2 giugno 2018, ore 15:00 CEST 9ª giornata | Ljubljana Silverhawks | 17 – 55 (14-21 3-14 0-7 0-13) referto | Tirol Raiders | Stadion |

| Innsbruck 16 giugno 2018, ore 18:00 CEST 10ª giornata | Tirol Raiders | 47 – 21 (14-7 14-14 9-0 10-0) referto | Danube Dragons | Tivoli-Neu Stadion (2300 spett.) |

| Vienna 24 giugno 2018, ore 16:00 Recupero 1ª giornata | Danube Dragons | 21 – 16 (7-7 7-0 0-3 7-6) referto | Tirol Raiders | Stadion Stadlau (500 spett.) |

#### Playoff
| 7 luglio 2018, ore 19:00 Semifinale | Tirol Raiders | 49 – 21 (14-0 14-14 14-7 7-0) referto | Danube Dragons | (500 spett.) |

| Sankt Pölten 21 luglio 2018, ore 19:00 Austrian Bowl | Tirol Raiders | 51 – 48 (7-7 14-10 13-14 17-17) referto | Vienna Vikings | NV Arena (5500 spett.) |

### Central European Football League

#### Stagione regolare
| Žižkov 15 aprile 2018 1ª giornata | Prague Black Panthers | 21 – 44 (7-21 7-10 0-7 7-6) referto | Tirol Raiders | Stadion FK Viktoria Žižkov |

| Innsbruck 28 aprile 2018 2ª giornata | Tirol Raiders | 63 – 21 (14-0 28-14 14-7 7-0) referto | Panthers Wrocław | Tivoli-Neu Stadion |

#### Playoff
| Innsbruck 9 giugno 2018 CEFL Bowl | Tirol Raiders | 49 – 20 (21-7 7-7 7-6 14-0) referto | Koç Rams | Tivoli-Neu Stadion |

### IFAF Europe Superfinal

#### Incontro unico
| Gentofte 30 giugno 2018 IFAF Europe Superfinal | Copenhagen Towers | 20 – 45 | Tirol Raiders | Gentofte Sportspark |

### Statistiche di squadra
| Competizione             | %Vittorie | In casa | In casa | In casa | In casa | In casa | In casa | In trasferta | In trasferta | In trasferta | In trasferta | In trasferta | In trasferta | Totale | Totale | Totale | Totale | Totale | Totale |
| Competizione             | %Vittorie | G       | V       | N       | P       | Pf      | Ps      | G            | V            | N            | P            | Pf           | Ps           | G      | V      | N      | P      | Pf     | Ps     |
| ------------------------ | --------- | ------- | ------- | ------- | ------- | ------- | ------- | ------------ | ------------ | ------------ | ------------ | ------------ | ------------ | ------ | ------ | ------ | ------ | ------ | ------ |
| AFL - Stagione regolare  | .800      | 5       | 5       | 0       | 0       | 257     | 82      | 5            | 3            | 0            | 2            | 218          | 127          | 10     | 8      | 0      | 2      | 475    | 209    |
| AFL - Playoff            | 1.000     | 2       | 2       | 0       | 0       | 100     | 69      | 0            | 0            | 0            | 0            | 0            | 0            | 2      | 2      | 0      | 0      | 100    | 69     |
| CEFL - Stagione regolare | 1.000     | 1       | 1       | 0       | 0       | 63      | 21      | 1            | 1            | 0            | 0            | 44           | 21           | 2      | 2      | 0      | 0      | 107    | 42     |
| CEFL - Playoff           | 1.000     | 1       | 1       | 0       | 0       | 49      | 20      | 0            | 0            | 0            | 0            | 0            | 0            | 1      | 1      | 0      | 0      | 49     | 20     |
| Superfinal               | 1.000     | 0       | 0       | 0       | 0       | 0       | 0       | 1            | 1            | 0            | 0            | 45           | 20           | 1      | 1      | 0      | 0      | 45     | 20     |
| Totale                   | .875      | 9       | 9       | 0       | 0       | 469     | 192     | 7            | 5            | 0            | 2            | 307          | 168          | 16     | 14     | 0      | 2      | 776    | 360    |

## Seconda squadra

### AFL - Division I 2018

#### Stagione regolare
| 25 marzo 2018, ore 15:00 1ª giornata | Tirol Raiders JV | 27 – 31 (6-0 7-7 8-17 6-7) referto | Salzburg Bulls |  |

| 1º aprile 2018, ore 15:00 2ª giornata | Vienna Knights | 52 – 14 (14-0 20-14 18-0 0-0) referto | Tirol Raiders JV |  |

| 14 aprile 2018, ore 16:00 4ª giornata | Vienna Vikings 2 | 29 – 0 (0-0 17-0 9-0 3-0) referto | Tirol Raiders JV |  |

| 22 aprile 2018, ore 15:00 5ª giornata | Tirol Raiders JV | 3 – 42 (0-14 0-21 0-0 3-7) referto | Cineplexx Blue Devils |  |

| 12 maggio 2018, ore 18:00 7ª giornata | Tirol Raiders JV | 14 – 42 (14-0 0-14 0-14 0-14) referto | Vienna Knights |  |

| 3 giugno 2018, ore 15:00 9ª giornata | Cineplexx Blue Devils | 26 – 0 (6-0 6-0 14-0 0-0) referto | Tirol Raiders JV |  |

| 17 giugno 2018, ore 15:00 10ª giornata | Tirol Raiders JV | 20 – 24 (10-0 7-9 3-15 0-0) referto | Vienna Vikings 2 |  |

| 24 giugno 2018, ore 15:00 11ª giornata | Salzburg Bulls | 20 – 42 (0-28 0-0 7-0 13-14) referto | Tirol Raiders JV |  |

### Statistiche di squadra
| Competizione      | %Vittorie | In casa | In casa | In casa | In casa | In casa | In casa | In trasferta | In trasferta | In trasferta | In trasferta | In trasferta | In trasferta | Totale | Totale | Totale | Totale | Totale | Totale |
| Competizione      | %Vittorie | G       | V       | N       | P       | Pf      | Ps      | G            | V            | N            | P            | Pf           | Ps           | G      | V      | N      | P      | Pf     | Ps     |
| ----------------- | --------- | ------- | ------- | ------- | ------- | ------- | ------- | ------------ | ------------ | ------------ | ------------ | ------------ | ------------ | ------ | ------ | ------ | ------ | ------ | ------ |
| Stagione regolare | .125      | 4       | 0       | 0       | 4       | 64      | 139     | 4            | 1            | 0            | 3            | 56           | 127          | 8      | 1      | 0      | 7      | 120    | 266    |
| Totale            | .125      | 4       | 0       | 0       | 4       | 64      | 139     | 4            | 1            | 0            | 3            | 56           | 127          | 8      | 1      | 0      | 7      | 120    | 266    |